# Vetlanda BK
Vetlanda BK är en bandyklubb i Vetlanda i Sverige. Hemmaarenan heter Hydro Arena (tidigare Sapa Arena), men kallas fortfarande "Kullen" av många på grund av att den ligger i samma område (gamla isbanan numera konstgräs) som den tidigare hemmaarenan Tjustkulle IP. Laget spelar i gula tröjor och svarta byxor. Klubben debuterade i Division I, då Sveriges högsta division, säsongen 1961.
Vetlanda BK har spelat SM-final i bandy för herrar sju gånger och blivit svenska mästare tre gånger, 1986, 1991 och 1992. Klubben vann även Europacupen 1991 samt World Cup 1988 och 1993. Bland klubbens många framstående spelare genom åren märks särskilt Patrick "Putte" Johansson, Jonas Claesson, Per Lennartsson och Joakim Andersson.

## Historia
Vetlanda BK bildades i december 1944. Exakt datum tycks vara oklart, men vanligtvis anges 6 december. Den 1 januari 1945 spelade klubben sin första match, 4–4 borta mot Flugeby.
1946 ställde man för första gången upp i ett officiellt seriespel, och redan första säsongen lyckades man vinna serien, som var distriktsseriens Vetlandagrupp vilket motsvarade senare tiders Division 3, dock lyckades man inte avancera till Division II. Klubbens första målskytt i seriespel var Stig Tjernberg, som gjorde 1-0 i klubbens första seriematch där man vann med 4-1 borta mot Forserum. 1947 spelade Vetlanda BK sin första pojkmatch, där man förlorade med 5-15 mot Flugeby. De första åren hade man hållit till på Kvarndammens sjöis, men den 23 januari 1949 invigde man den så kallade Landbandybanan. 1950 vann reservlaget för första gången en serie, Pokalserien, med Bernth "Glasis" Gustavsson som lagledare. Säsongen 1950/1951 spelade klubben för första gången i Division 2, där man slutade sist och åkte ur serien. Säsongen 1953/1954 deltog klubben i seriespel för pojklag. 1957 slutade man på fjärde plats i Division IV.
Säsongen 1957/1958 vann klubben Division IV, för att säsongen 1958/1959 vinna Division III och säsongen 1959/1960 Division I. Säsongen 1960/1961 slutade man sist i Division I södra. I mötet med Nässjö IF sattes klubbens ännu gällande publikrekord på hemmaplan, då 5 362 såg Nässjö IF vinna med 2-1 på Landbandybanan. 1964 blev Björn Göransson klubbens förste A-landslagsspelare, då han spelade för Sveriges lag mot Norge. Vetlanda BK spelade på nytt i Division I säsongen 1964/1965, och föll ur södergruppen. 1968 blev Jan "Bananen" Carlsson klubbens förste världsmästare då Sverige vann juniorvärldsmästerskapet i bandy. Vetlanda BK spelade även säsongen 1967/1968 i Division I, och föll ur södergruppen. 1969 blev Vetlanda BK för första gången distriktsmästare för seniorlag. Vetlanda BK gjorde 1969/1970 sin fjärde säsong i Division I, och återigen föll man ur södergruppen. 1975 blev Vetlanda BK:s Per Lennartsson både världsmästare och skyttekung då tidernas första pojkvärldsmästerskap i bandy spelades. 
Den 21 november 1976 invigdes bandybanan Tjustkulle, och 1977 arrangerade Vetlanda BK för första gången SAPA Cup där man slutade på andra plats efter Dynamo Moskva.
Säsongen 1978/1979 spelade klubben åter i Division I södra, och hängde kvar. Men säsongen 1979/1980 åkte man ur Division I södra. 1981 vann man kvalspelet till Sveriges högsta division, som även officiellt fått benämningen "Allsvenskan" från säsongen 1981/1982. Säsongen 1982/1983 gick man för första gången till SM-slutspel, där man fick stryk mot IK Sirius i kvartsfinalerna. Patrik "Putte" Johansson blev denna säsong klubbens första egna produkt i svenska A-landslaget. Säsongen 1984/1985 vann klubben Allsvenskan södra, klubbens första serieseger i Sveriges högsta division, samt sin första titel i SAPA Cup.
Säsongen 1985/1986 blev klubben för första gången svenska mästare, då IF Boltic besegrades med 2-1 i SM-finalen på Söderstadion. Patrik "Putte" Johansson blev "Årets man" i svensk bandy och Lars Forssell utsågs till "Årets ledare". Vid Europacupen 1986 i Abakan slutade man tvåa efter sovjetiska HK Jenisej Krasnojarsk. 1987 blev klubbens spelare Stefan Karlsson, Kenth Hultqvist, Kent Edlund, Per Lennartsson och Patrik Johansson världsmästare då världsmästerskapet 1987 spelades i Sverige. Säsongen 1987/1988 gick man åter till SM-final, där man fick stryk mot IF Boltic med 2-5. Vetlanda kom dock igen och vann World Cup 1988. Säsongen 1988/1989 spelade man åter SM-final, då man förlorade med 3-7 mot Västerås SK. Säsongen 1990/1991 blev klubben återigen svenska mästare, genom att finalslå Västerås SK med 4-2 i en match där Per Lennartsson gjorde Vetlanda BK:s alla mål. Jonas Claesson utsågs till "Årets man" i svensk bandy och Curt Einarsson till "Årets ledare". Vetlanda BK vann även Europacupen 1991 på Tjustkulle. Säsongen 1991/1992 försvarade klubben SM-guldet genom att slå IF Boltic med 4-3 i finalen, som nu flyttats till Studenternas IP i Uppsala, och Jonas Claesson utsågs även denna säsong till Årets man i svensk bandy och Ulf Bernström till årets ledare. Europacupen 1992 vanns också av Vetlanda BK. Vid världsmästerskapet 1993 i Norge ingick Pontus Sundelius, Patrick Sandell, Patrik Johansson (då i Selånger SK) och Jonas Claesson i Sveriges slutsegrande lag. Vetlanda BK vann också World Cup 1993. Säsongen 1993/1994 förlorade man SM-finalen mot Västerås SK med 2-5. Säsongen 1994/1995 förlorade Vetlanda BK på nytt SM-finalen, med 1-2 mot IF Boltic. Vid världsmästerskapet 1995 i Roseville i Minnesota, USA ingick Pontus Sundelius, Gert Johansson, Patrick Sandell och Jonas Claesson i Sveriges lag som vann turneringen. Denna säsong blev Vetlanda BK även svenska mästare på pojksidan. Säsongen 1995/1996 försvarade man sitt SM-guld för pojkar. 1996/1997 spelade man sitt 15:e raka SM-slutspel, vilket då var rekord innan Västerås SK slog det. Vid världsmästerskapet 1997 i Sverige ingick Gert Johansson liksom tidigare Vetlanda BK-spelarna Patrick Sandell och Jonas Claesson i Sveriges lag som vann turneringen. Säsongen 1996/1997 vann Vetlanda BK sitt första svenska juniormästerskap.
Säsongen 1997/1998 missade man SM-slutspelet, efter 15 raka deltaganden, man däremot vann man pojk-SM. Säsongen 1998/1999 föll Vetlanda BK ur Allsvenskan efter 18 raka säsonger. Däremot vann man junior-SM denna säsong. Klubben spelade i Division 1 säsongen 1999/2000, och vann både grundserien och playoffserien och tog sig tillbaka till Allsvenskan. Denna säsong vann man dock både junior- och pojk-SM. Tillbaka i Allsvenskan säsongen 2000/2001 kvalificerade man sig för Elitserien, men misslyckades med att ta sig till SM-slutspel. 
Säsongen 2002/2003 vann man både junior- och pojk-SM. Säsongen 2003/2004 missade man Elitserien, men vann allsvenska fortsättningsserien. I förkvalet till SM-slutspelet slogs man ut av Bollnäs GoIF/BF.
Säsongen 2004/2005 vann man Allsvenskan södra. I Elitserien slutade man på sjätte plats och kvalificerade sig till SM-slutspel för första gången sedan säsongen 1996/1997 där man dock fick stryk mot säsongens blivande svenska mästare Edsbyns IF i kvartsfinalerna. Vid världsmästerskapet 2005 i Kazan, Tatarstan, Ryssland ingick målvakten Andreas Bergwall i Sveriges slutsegrande lag. Då den nya Elitserien startade säsongen 2007/2008 skadades tre av lagets nyckelspelare, alla fick gå med gips fram till december 2007, och säsongen slutade med förlust i kvartsfinalspelet mot säsongens blivande svenska mästare Edsbyns IF efter 0-2 i matcher, dock pressade Vetlanda BK topplaget och var ytterst nära att få till en tredje och avgörande match.
Inför säsongen 2008/2009 hade klubben knutit till sig den tidigare framgångsrike Vetlanda BK-spelaren Jonas Claesson som tränare och sportchef. På spelarsidan hade klubben förstärkt med målvakten Jonas "Skorven" Persson från Falu BS, landslagsbacken Marcus Bergwall från Dynamo Moskva samt Fredrik Rinaldo från BolticGöta. Säsongen 2008/2009 slutade Vetlanda BK på femte plats i Elitserien, och slogs ut med 1-2 i matcher mot IK Sirius i SM-kvartsfinalspelet.
Den 13 januari 2010 godkände styrelsen för Vetlanda kommun ett borgensåtagande avseende lån till byggandet av en bandyarena på Tjustkulle.. Den nya arenan Sapa Arena (numera Hydro Arena) stod färdig i september 2011 och är från och med säsongen 2011/2012 hemmaarena för Vetlanda BK. Arenan är helt finansierad av privata medel från privatpersoner, företag och organisationer och drivs av ett speciellt Arenabolag.
Sapa Arena blev våren 2012 utnämnd till "årets bandyarena" och säsongen 2011/12 ökade VBK sitt publiksnitt med 71 procent.
Vetlanda BK slutade på tolfte plats i Elitserien både under säsongerna 2011/2012 och 2012/2013, vilket innebar att klubben tvingades kvala sig kvar i serien. Båda säsongerna har dock slutat med att BK förnyat kontraktet. Inför säsongen 2013/2014 har Vetlanda BK gjort klart med en ny tränare i Tommy Österberg och förstärkt med spelarna Johan Löfstedt och Jesper Hvornum från Sandvikens AIK, Patrik Thulin från Villa Lidköping BK och Tomi Hauska från Kampparit.
Säsongen 2014/2015 blev turbulent då Österberg lämnade Vetlanda under pågående elitserie, Vetlanda undvek dock kvalspel. 2015/2016 med Jonas Claesson tillbaka som tränare slutade VBK på femte plats i elitserien men åkte ut i kvartsfinalen efter tre raka förluster mot Villa Lidköping.
Säsongen 2016/2017 såg lovande ut med fina insatser i både svenska cupen och world cup men tyvärr blev säsongen ett fiasko mycket gjorda mål framåt men också mycket insläppta mål, bra insatser på hemmaplan men förluster på bortaplan, Jonas Claesson lämnade mitt under säsongen. Vetlanda BK missade slutspel.

## Ordförande för Vetlanda BK genom åren
- 1944-1954 - Arthur Rahnefeldt
- 1954-1957 - Ingvar Liliegren
- 1957-1961 - Rune Gunnarsson
- 1961-1964 - Bengt Norrman
- 1964-1970 - Bengt Fälth
- 1970-1971 - Allan Pettersson
- 1971-1975 - Björn Nielsén
- 1975-1982 - Lars Forssell
- 1982-1985 - Thomas Svensson
- 1985-1989 - Lars Forssell
- 1989-1991 - Sten-Ingvar Nilsson
- 1991-1993 - Tord Hult
- 1993-1995 - Sören Ingemarson
- 1995-1998 - Tord Hult
- 1998-2001 - Björn Nielsén
- 2001-2002 - Karl-Gustaf Alkeberg
- 2002-2007 - Björn Nielsén
- 2007-2011 - Börje Wilsborn
- 2011-2013 - Sören Johansson
- 2013-2015 - Kjell Nicklasson
- 2015-2018 - Carl-Gunnar Jonasson
- 2018-2021 - Daniel Cederlöf
- 2021 - Håkan Edvardsson